# Salsa (musik)
Salsa är en musikgenre med latinamerikanskt ursprung. Den har utvecklats ur ett antal traditionella afro-karibiska musikstilar (son, guaracha, mambo, guaguanco, cha cha cha med flera) som kommer från Kuba. New Yorks latinamerikanska kvarter, Spanish Harlem, har haft stor betydelse för salsan. Salsan är idag så internationaliserad att den inte förknippas med något enskilt land.

## Historik
Salsa kom i bruk som en samlingsbenämning på latinamerikansk musik i New York under 1960-talet. Många av de stora artisterna blev snabbt knutna till skivbolaget Fania Records, som grundades 1964, och under beteckningen La Fania All Stars har musiker som Hector Lavoe, Celia Cruz, Ray Baretto, Willie Colon och Ruben Blades gjort stor succé världen över. Pérez Prado, Tito Puente, Marc Anthony, Juan Formell från bandet Los Van Van och David Calzado från bandet Charanga Habanera är andra välkända salsa-artister.

## Musikaliska särdrag
Utmärkande för salsamusiken är en komplex ljudbild med många rytminstrument; clavens speciella rytmmönster är ett framträdande särdrag, som salsan delar med musikstilen cha-cha-cha. Musiken är kraftigt synkoperad i bas, brass, piano och sång.

## Salsans form
En salsa består nästan alltid av två huvudavdelningar. Först kommer en rätt städad och i förväg disponerad del med verser och refränger. Därefter följer en montuno som är mer suggestiv och har improvisatoriska inslag. I denna del ökar rytmernas betydelse medan de melodiska och harmoniska aspekterna blir mindre viktig. Styckets avslutning återknyter ibland till salsans första del för att ge musiken en viss landningssträcka.

## Salsans rytm
Salsans rytm är en väv av olika rytmer som spelar mot varandra men ändå böljar tillsammans med claverytmen. De flesta instrumenten i salsabandet är med om att bilda denna rytmväv. Förutom de rena slagverksinstrumenten som congas, timbales, bongos med mera har basen och piano eller tres (ett gitarrinstrument) viktiga rytmiska funktioner.
Grundpulsen är jämn fyrtakt med raka åttondelar i motsats till jazz och blues där åttondelarna synkoperas (triol-feeling). De åttondelar som ligger mellan taktslagen (off-beat) har stor betydelse i salsan.

## Claven i salsa
Claverytmen är salsans nyckelrytm. Den kallas oftast bara "claven" (egentligen son-claven, eftersom den kommer från kubansk son-musik). Claves är två trästavar som kan producera en kort och ljus tonpuls när de slås emot varandra. Detta instrument används för att markera claven. Följande schema illustrerar rytmen:
```
|1 . 2 . 3 . 4 .|1 . 2 . 3 . 4 .|
|               |               |
|x     x     x  |    x   x      |
```

Första takten har tre slag på alldeles jämnt avstånd. Det andra av dessa slag ska inte upplevas som för-slag till en betonad trea, utan snarare ta bort treans betydelse och därmed den marschlika fyrkantighet som annars kan uppstå. Andra takten med sina två slag får motsatt effekt. Här landar hela figuren just på trean och framhäver därmed detta taktslag. Claven skapar alltså en grundläggande skillnad mellan hur första och andra takten upplevs, vilket är dess huvuduppgift.
När claverytmen spelas ensam, börjar man ofta med den takt som har de tre jämna slagen, men en sång eller ett musikstycke kan mycket väl börja på clavens andra takt och sägs då gå i 2 – 3 claves. I salsan är detta det vanligaste. Det kan också hända att salsan växlar mellan 2 – 3 och 3 – 2, men då är det sällan själva claverytmen som bryts, utan skiftet åstadkoms genom tillägg eller borttagning av en takt inne i musiken, alltså claven rullar vidare som vanligt men melodierna och harmonierna anpassas så att en takt tas bort.
Hur claven styr de andra rytmerna i salsan är inte lätt att beskriva. Det finns egentligen inga förbjudna 8-delar i någon av takterna, utan det handlar mer om vilken anda som varje rytm förmedlar. Det hörs om en rytm samarbetar med eller motarbetar claven.
En sångare utan instrument använder gärna claves som ackompanjemang. I salsaband behövs sällan claves, eftersom det finns så många andra instrument som förmedlar clavens anda.

## Ordetsalsa
Varför det spanska ordet salsa, som betyder 'sås', har kommit att beteckna denna musik är ett populärt debattämne bland dess utövare. Säkert är dock att salsa är ett ord som var mycket omstritt från början bland de musiker som tillhör genren, men som sedan allt mer accepterats med det kommersiella segertåg salsan gjort i världen sedan 1990-talet.

## Salsaband i Sverige
- Hatuey - Började med Latin jazz och spelar mer timba idag. Ett av de äldsta och fortfarande aktiva salsabanden.
- Calle Real - Spelar mest timba och songo. Bildades 1999. Framgångsrik debutalbum. Vunnit flera priser. TV-aktuella
- Stockholm Soneros] - Son som huvudinriktning.
- La Tremenda]
- Zarandea]
- Latin Power
- Sonera
- Hot Salsa
- El Grado de Javo
- LC Bana
- Los Tigres
- Las Gondolas Condermos
- La Ley del Sabor
- Callixto Oviedo y su Latin Train
- Timbakó
- Jonny Luis y su Constelación, senaste konsert Malmöfestivalen augusti 2011. "Samtliga musiker har numera sin bas i Skåne."
- Grupp Malombia, salsa på skånska från underbara Malmö
- Temba Bemba, salsa från göteborgsförorten Hammarkullen. Bandet har funnits i tio år.

## Kända låtar och artister
Det finns många olika sorters salsa, från olika tidsepoker, men här är ett urval av kända låtar och artister. 
- Albita – Fiesta Pa'Los Rumberos
- Albita – El Manisero
- Barranquillero Arrebatao – Zarabanda
- Buena Vista Social Club – Candela
- Buena Vista Social club – Chan chan
- Buena Vista Social Club – De Camino A La Vereda
- Buena Vista Social Club – El Cuarto de Tula
- Catalina La O – El Conde Rodrigo
- Celia Cruz – La Vida Es un Carnaval (1998)
- Celia Cruz – Quimbara (1973)
- Celia Cruz – Que le den candela (1994)
- Celia Cruz – Cuba Que Lindos
- Celia Cruz – Guantanamera
- Celia Cruz – La negra tiene tumbao (2002)
- Celia cruz – Rie y lIora (2002)
- Celia Cruz & Willie Colon – Usted abuso (1974)
- Charanga Habanera – Lola, Lola
- Charanga Habanera – Charangueate
- Cheo Feliciano – El Pito
- Cheo Feliciano – Ponte Duro
- Cheo Feliciano – El Condom
- Cheo Feliciano – Anacaona (1972)
- Cheo Feliciano – Cachondea
- Cuero na ma – Jose Mangual Jr
- Dance with me – Debelah Morgan
- Dicen Que Soy – La India (1995)
- DLG – La quiero a morir (1997)
- DLG – Que locura enamorarse de ti (1998)
- El Carretero – Guillermo Portavales
- El Gran Combo – Y no haga mas na (1983)
- El Gran Combo – La fiesta de pilito (1989)
- El Gran Combo – La muerte
- El Gran Combo – Me libere (1983)
- El Gran Combo – Ojos chinos (1963)
- El Gran Combo – Timbalero (1982)
- El Gran Combo – Un Verano En Nueva York (1971)
- El Gran Combo – Vagabundo
- El Gran Combo – Brujeria (1983)
- El Gran Combo – El menu
- El Pio Pio – Sonora Poncena
- Cheo Feliciano - El Raton
- Fruko – El arbol
- Fruko – El Ausente (1974)
- Fruko – El son del tren (1974)
- Fruko – Lloviendo
- Fruko – El patillero
- Fruko – El Preso (1974)
- Fruko – Flores silvestres (1974)
- Fruko – Los charcos
- Fruko – Los patulekos
- Fruko – Mosaico Santero
- Fruko – A la memoria del muerte
- Fruko – Mi rio Cali
- Fruko – San Lazaro
- Fruko – Nadando (1978)
- Fuego En El 23 – Sonora Poncena
- Gloria Estefan – Abriendo puertas (1995)
- Grupo Niche – Cali Pachanguero (1983)
- Guasasa – Larry Harlow Orchestra
- Hanine y son Cubano – El mambo de los recuerdos
- Hector Lavoe – El dia de mi suerte (1973)
- Hector Lavoe – Che che cole (1971)
- Hector Lavoe – La Murga (1973)
- Hector Lavoe – Mi Gente (live)
- Hector Lavoe – El cantante (1979)
- Hector Lavoe – El Todopoderoso (1973)
- Hector Lavoe – El Malo
- Hector Lavoe – Juana Pena
- Hector Lavoe – Juanito alimaña (1983)
- Hector Lavoe – Periodico de ayer (1977)
- Hector Lavoe – Todo tiene su final (1974)
- Hector Lavoe – Triste y Vacia (1983)
- Hector Lavoe – Dejala que siga (1985)
- Huerfano Soy – Trio La Rosa
- I Like It Like That – Pete Rodriguez
- Ismael Miranda – Me voy pa' Colombia
- Ismael Miranda – Mi jaragual
- Ismael Rivera – Las Tumbas
- Isaac Delgado – Que Te Pasa Loco
- Isaac Delgado – El Punto Cubano
- Joe Arroyo – Rebelion (1986)
- Joe Arroyo – Ban ban (1986)
- Joe Arroyo – Echao pa' lante (1987)
- Joe Arroyo – El coquero
- Joe Arroyo – En Barranquilla me quedo (1988)
- Joe Arroyo – Las cajas (1988)
- Joe Arroyo – Mala Mujer (1988)
- Joe Arroyo – Tumbatecho (1985)
- Joe Cuba – El Pito
- Juliana – Cuco Valoy
- Justo Betancourt – Pa bravo yo
- La agarro bajando – Gilberto Santa Rosa (2000)
- La Bitija Del Abuelo – La Tapica 73
- La Carcel – Sexteto juventud
- La Cartera – Larry Harlow
- La Cura – Frankie Ruiz (1986)
- La Gota Fria – Fruko y sus Tesos
- La Juma De Ayer – Henry Fiol
- La Pachanga Se Vaila Asi – Joe Quijano
- La Sonora Carruseles – Arranca En Fa
- La Sonora Carruseles – Micaela
- La Sonora Carruseles – Al son de los cueros
- La Sonora Carruseles – Ave maria lola
- La Sonora Carruseles – La Joda
- Lagrimas – Roberto Blades (1984)
- Larry Harlow – Aguantate
- Las Calaberas – Watusi
- Las Calenas Son Como Las Flores – The Latin Brothers
- Ismael Rivera - Las Caras Lindas
- Ismael Rivera - Las Tumbas
- Tito Nieves - Le Gusta que la Vean
- Lluvia Con Nieve – Mon Rivera
- Los Van Van (Juan Formell y) – Esto me pone la cabeza mala
- Los Van Van (Juan Formell y) – Havana city
- Los Van Van (Juan Formell y) – Temba, Tumba y Timba
- Maia – Niña bonita (2001)
- Mala suerte – Henry Fiol
- Mambo yoyo – Ricardo Lemvo
- Manolito Y Su Trabuco – Llegó La Musica Cubana
- Manolito Y Su Trabuco – Loco Por Mi Habana
- Maria Teresa y Danilo – Hansel y Raul (1987)
- Micaela – Peter Rodrigues
- Nacho Sanabria – Mambo Batiri
- Nadie Se Salva De La Rumba – Los Marangueros
- No le digan – D.A.R.
- Oiga Mire Vea – Guayacan (1992)
- Ore Broadway – Isla del encanto
- Orquesta Dieupe – Me voy para siempre
- Oscar de Leon – Lloraras (1973)
- Oscar De Leon – Que Bueno Baila Usted
- Oscar de Leon – Sigue tu camino (1973)
- Cheo Feliciano - Oye como va
- Pa chismoso tu – Rene tousan
- Pa' Los Rumberos – Conjunto Clasico
- Patrona De Los Reclusos – The Latin Brothers
- Paul Simon -Caveman- Bom in Puerto Rico
- Perla Fina – Monguito Santamaria
- Que bueno baila usted – Benny More
- Que Pena – Lebron Brothers
- Rey Ruiz - Mi Media Mitad (1994)
- Richie Ray – Aguazate (1969)
- Richie Ray – Sonido Bestial (1972)
- Richie Ray & Bobby Cruz – Gan gan y gon gon (1975)
- Richie Ray – Richies jala jala (1968)
- Richie ray & Bobby Cruz – Cabo e' (1969)
- Richie ray & Bobby Cruz – Traigo de todo (1970)
- Ritmo sabroso – Los Jovenes de Hierro
- Roberto Roena – Tu Loco Y yo tranquilo
- Roberto Roena – Vigilandote
- Ruben Blades – Amor I Control (1992)
- Ruben Blades – Plastico (1978)
- Ruben Blades – Pedro navaja (1978)
- Ruben Blades – Desiciones (1985)
- Ruben Blades – Paula C
- Ruben Blades – Buscando Guayaba
- Rumbon Melon – Joe Pastrana
- Salsa y control- Lebron Brothers
- Sandra Mora – Nati I Su Orquesta
- Si Dios Fuera Negro – Roberto Anglero
- Sobre las olas – Latin Brothers (1985)
- Somos los reyes del mundo – Alfredo de la fe
- Sufriendo – Manguito
- The Lebron Brothers – Falta
- The Lebron Brothers – La temperatura
- Tito Puente – El Rey Del Timbal
- Un monton de estrellas – Polo Montañez (2000)
- Vamos Pa 'El Monte – Eddy Palmieria
- Wayne Gorbea – Estamos en Salsa
- Willie Colon – El Gran Varon (1986)
- Willie Colon – Gitana (1984)
- Willie Colon – Talento de Television (1994)
- Willie Colon – Tiempo Pa Matar (1984)
- Willie Colon – Amor Verdadero (1982)
- Willie Colon – Sin Poder Hablar (1982)
- Willy Chirino – La Jinetera
- Willy Chirino – Oxigeno
- Michael Stuart – Yo No Soy Tu Marido